# The Impossible Kid
The Impossible Kid è il settimo album del rapper statunitense Aesop Rock, pubblicato nel 2016. Ottiene un punteggio pari a 85/100 su Metacritic.
| Recensione | Giudizio |
| ---------- | -------- |
| AllMusic   | [ 1 ]    |
| Pitchfork  | [ 2 ]    |
| RapReviews | [ 2 ]    |

## Tracce
Testi di Ian Bavitz, musiche di Aesop Rock.
1. Mystery Fish – 3:09
2. Rings – 3:47
3. Lotta Years – 1:59
4. Dorks – 3:33
5. Rabies – 3:06
6. Supercell – 3:51
7. Blood Sandwich – 4:25
8. Get Out of the Car – 1:53
9. Shrunk – 3:09
10. Kirby – 2:47
11. TUFF – 3:51
12. Lazy Eye – 2:45
13. Defender – 3:11
14. Water Tower – 3:51
15. Molecules – 3:23

Tracce bonus
1. Syrup (featuring Homeboy Sandman & Open Mike Eagle) – 3:00 (Ian Bavitz, Angel Del Villar, Michael Eagle) – Aesop Rock
2. Dorks (Blockhead Remix) – 3:42 (Bavitz) – Blockhead

## Classifiche settimanali
| Classifica (2016)     | Posizione massima |
| --------------------- | ----------------- |
| Stati Uniti           | 30                |
| US Independent Albums | 2                 |